# Heng-o Corona
Heng-o Corona es una corona situada en el planeta Venus en Latitud 2° Norte, Longitud 355° Este. Tiene un diámetro de 1.060 kilómetros (660 millas) y es la segunda corona más grande de Venus.
Lleva el nombre de Heng'e, el nombre original de Chang'e, la diosa china de la Luna.

## Geografía y geología
Heng-o Corona se encuentra en el este de Guinevere Planitia. Dentro del sistema de anillos con fallas de Heng-o Corona se encuentran varios pequeños cráteres de impacto y fracturas intrincadas que tienden hacia el norte y el noroeste de la corona.